# 集裝器

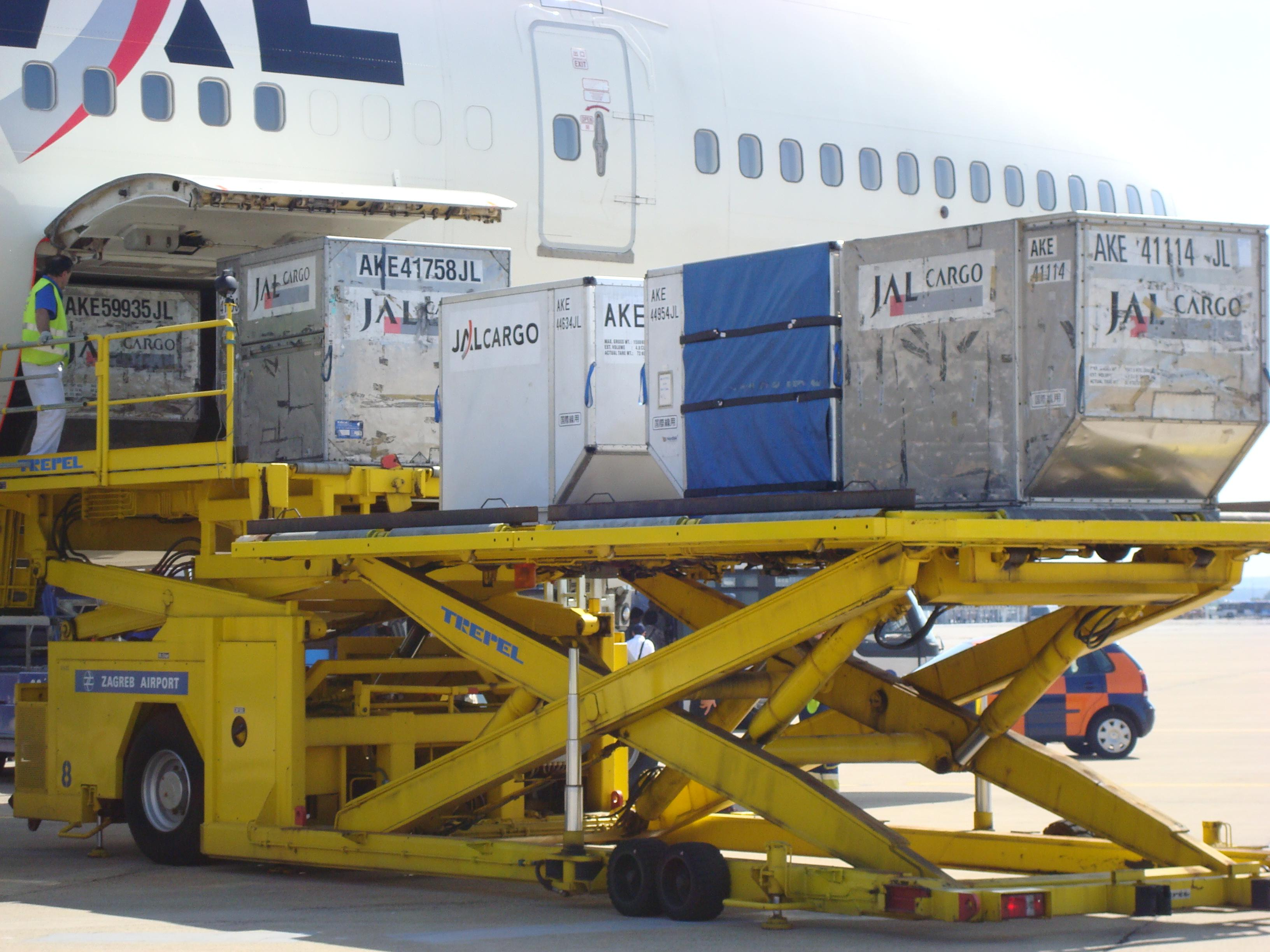
一架日本航空的波音747在克羅埃西亞薩格勒布機場卸下LD3

集裝器（英語：Unit load device，簡稱ULD）是一種貨板或集装箱，把眾多貨物、行李或郵件集中裝在一個載具上，方便貨物運輸。集裝器能夠免除散貨以人手逐一搬上飛機的工序，節省時間和成本，並透過標準化統一載具，提高運輸效率。

## 型號
集裝器可分為貨板（Pallet）和集装箱（Container）。貨板是一塊鋁合金托盤，周邊附有凸緣和固定在板上貨物的繩網。集装箱則是一個密封式鋁合金和Lexan物料所造的箱子。此外，集装箱可按貨物需要而內置制冷裝置。常見的集裝器型號如下：

## 飛機相容性
現時飛機機腹貨艙作用的集裝器都是LD為字首的集裝器，而貨機或客貨混合型的主艙上所使用的集裝器以M字首的貨板。除了波音767外，基本上所有廣體客機機腹貨艙每排都能放置兩個LD3箱，或一個LD6箱。雖然波音747能夠放置更大型的LD1集裝器，但由於LD1不普及且只適用於747，不像LD3的高通用性而較少採用。波音767由於機身橫切面較窄，無法一排放置兩個LD3，為此波音設計了767專用的集裝器，最初稱為LD67，後來納入國際標準更名為LD2。相比波音，空中巴士在設計飛機初期就以每排容納兩個LD3為原則，因為A300機身橫切面設計由A300沿用至A310、A330和A340，A300機腹比對手波音767能裝載更多貨物，因此獲得大量海外訂單。
飛機主艙一般使用的集裝器高79至96英寸（2.0至2.4），所佔水平位置為88至96英寸（2.2至2.4）及62至125英寸（1.6至3.2），而一般暱稱20尺貨板指長238英寸（6.0）、寬96英寸（2.4）（實際長度不足20尺）。雖然集裝器和貨板都有國際航空運輸協會訂下的標準，但不同廠商、機型及功能的集裝器的規格各有不同。

## 識別碼

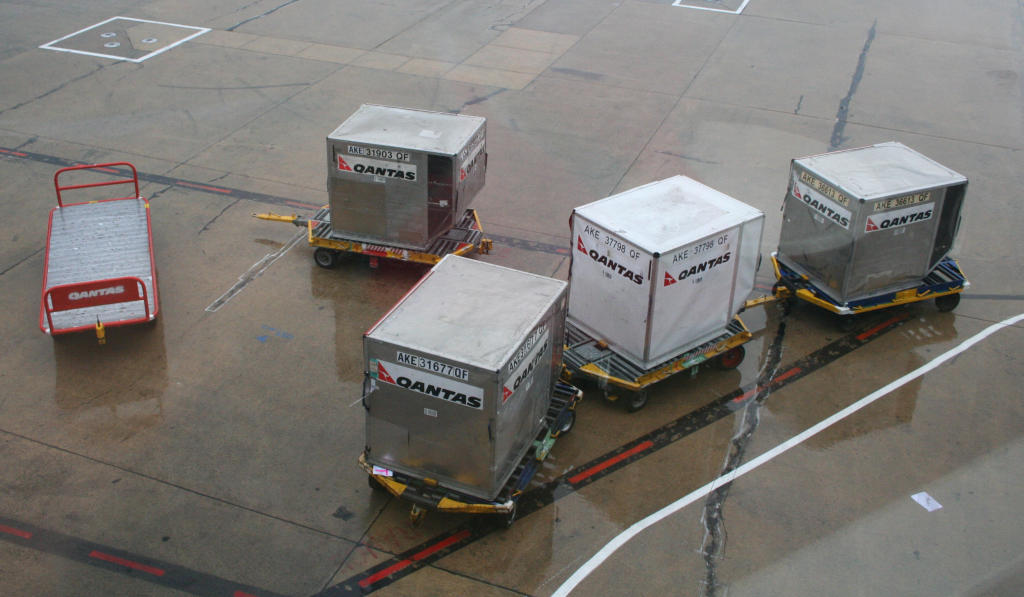
幾個以AKE開首、澳洲航空所擁有的LD3箱

按照國際航空運輸協會的業界標準，每個ULD均需要印有三組等級的分類資料。第一個字母代表ULD分類，第二個字母代表尺寸，第三個字母代表ULD斜邊的斜度、是否支援剷車等其它資料。每具ULD有四位數或五位數的流水號，流水號之後是IATA航空公司代碼以代表此ULD的擁有者。

### 第一個字母
集裝器第一個字母代表：
- A	已認證集裝器
- D	未認證集裝器
- F	未認證貨板
- G	未認證貨板連網
- J	恆溫非結構性圓拱
- H	馬棚
- K	活牲口棚
- M	未認證恆溫集裝器
- N	已認證貨板連網
- P	已認證貨板
- R	已認證恆溫集裝器
- U	非結構性集裝器
- V	運車架

### 第二個字母
集裝器第二個字母代表尺寸：
- A	2,235 mm × 3,175 mm（88英寸 × 125英寸）
- B	2,235 mm × 2,743 mm（88英寸 × 108英寸）
- E	1,346 mm × 2,235 mm（53英寸 × 88英寸）
- F	2,438 mm × 2,991 mm（96.0英寸 × 117.8英寸）
- G	2,438 mm × 6,058 mm（96.0英寸 × 238.5英寸）
- H	2,438 mm × 9,125 mm（96.0英寸 × 359.3英寸）
- J	2,438 mm × 12,192 mm（96英寸 × 480英寸）
- K	1,534 mm × 1,562 mm（60.4英寸 × 61.5英寸）
- L	1,534 mm × 3,175 mm（60英寸 × 125英寸）
- M	2,438 mm × 3,175 mm（96英寸 × 125英寸）
- N	1,562 mm × 2,438 mm（61.5英寸 × 96.0英寸）
- P	1,198 mm × 1,534 mm（47.2英寸 × 60.4英寸）
- Q	1,534 mm × 2,438 mm（60.4英寸 × 96.0英寸）
- R	2,438 mm × 4,938 mm（96.0英寸 × 194.4英寸）
- X	其它尺寸介符2,438、3,175 mm（96、125英寸）
- Y	其它尺寸大於2,438 mm（96英寸）
- Z	其它尺寸大於3,175 mm（125英寸）